# Vytautas Sinkevičius
Vytautas Sinkevičius (* 7. Dezember 1951 in Bagdanonys, Rajon Trakai, Litauische SSR) ist ein litauischer Verfassungsrechtler, Professor an der MRU-Universität und ehemaliger Verfassungsrichter.

## Leben
1975 absolvierte er das Diplomstudium der Rechtswissenschaften an der Universität Vilnius und lehrte danach an der Rechtsfakultät. 2001 promovierte er im Staatsangehörigkeitsrecht zum Thema „Lietuvos Respublikos pilietybės teisinis reguliavimas 1918–2001 metais: raida ir dabartinio teisinio reguliavimo problemos“ (bei Mindaugas Maksimaitis).
Ab 1975 lehrt er im Lehrstuhl für Staatsrecht. Von 1981 bis 1990 war er Beamter im Seimas, von 1985 bis 1989 Gehilfe des Vorsitzenden des Obersten Rats. Von 1989 bis 1999 arbeitete er als Berater und Direktor der Rechtsabteilung der Kanzlei von Seimas.
Von 1999 bis 2008 war er Richter am Verfassungsgericht der Litauischen Republik.
Er ist verheiratet und hat eine Tochter.